# Blake Jenner
Blake Jenner (Miami, 27 agosto 1992) è un attore e cantante statunitense, noto principalmente per essere il vincitore della seconda edizione del reality show The Glee Project.

## Biografia
Blake Jenner è nato a Miami, in Florida. Fin da bambino ha avuto sempre la grande passione per la recitazione e per la scrittura, e i suoi più grandi ispiratori sono stati Jim Carrey e Michael Jackson. Si trasferisce a Los Angeles, dove conclude gli studi con un anno di anticipo. Durante questi anni ha frequentato corsi di recitazione, ha lavorato nel mondo della pubblicità e ha fatto parte della squadra di football e di wrestling. Nel periodo in cui stava a Los Angeles, partecipò ad un episodio della serie televisiva Melissa e Joey con il ruolo Miller Collins.
Nell'estate del 2012 Blake Jenner è stato selezionato come uno dei quattordici concorrenti nella seconda stagione di The Glee Project, un reality show televisivo il cui premio era quello di partecipare a sette episodi della serie televisiva Glee. Durante il reality Blake fu sempre uno dei preferiti. Arrivò primo dopo essersi sfidato con Aylin Bayramoglu e Ali Stroker. L'8 novembre 2012 Blake entrò a far parte ufficialmente nel cast di Glee con il ruolo di Ryder Lynn, ragazzo dislessico che fa parte della squadra di football.

## Vita privata
Intorno al 2012 sul set di Glee conosce Melissa Benoist, che interpreta il personaggio di Marley Rose, con cui intraprende una relazione. Dopo aver annunciato il loro fidanzamento l'11 giugno 2013, i due si sposano nel marzo 2015, anche se la notizia è stata tenuta riservata fino al luglio dello stesso anno. Il 28 dicembre 2016 la coppia annuncia il divorzio, a causa degli abusi subiti da lei da parte di Jenner. Benoist ha inoltre affermato di essere stata vittima di un controllo estremo, di manipolazione e cicli di violenza grave, tra cui essere stata schiaffeggiata, presa a pugni, spinta contro un muro, trascinata per i capelli e strangolata durante la sua relazione con Blake Jenner.

## Filmografia

### Cinema
- Tutti vogliono qualcosa (Everybody Wants Some), regia di Richard Linklater (2016)
- 17 anni (e come uscirne vivi) (The Edge of Seventeen), regia di Kelly Fremon Craig (2016)
- The Vanishing of Sidney Hall, regia di Shawn Christensen (2017)
- American Animals, regia di Bart Layton (2018)
- Paradise City, regia di Chuck Russell (2022)

### Televisione
- Melissa & Joey - serie TV, 1 episodio (2012)
- The Glee Project (2012)
- Glee  – serie TV, 32 episodi (2012-2015)
- Supergirl – serie TV, 2 episodi (2016)
- What/If – serie TV, 10 episodi (2019)

## Doppiatori italiani
Nelle versioni in italiano delle opere in cui ha recitato, Blake Jenner è stato doppiato da:
- Manuel Meli in Supergirl, American Animals
- Luca Ferrante in Glee
- Daniele Giuliani in Tutti vogliono qualcosa
- Raffaele Carpentieri in 17 anni (e come uscirne vivi)
- David Chevalier in What/If
- Angelo Evangelista in Paradise City